# Pentacon Six

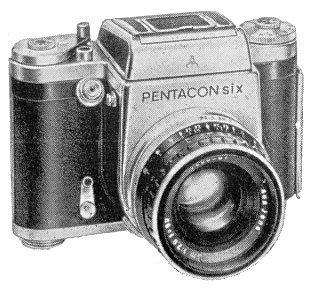
Pentacon Six z NDR

Pentacon Six je značka historického filmového fotoaparátu. Jedná se o středoformátovou zrcadlovku, vyráběnou firmou Pentacon v Drážďanech ve východním Německu. Aparát fotografoval na film 120, s rozměrem políčka 6×6 cm (svitkový film bez perforace šíře 6 cm).
Obvyklá velikost políčka filmu byla 6×6 cm, v malém množství byly vyráběny i verze pro velikost 6×4,5 cm.
V Československu se jednalo o jednu z mála dostupných zrcadlovek na střední formát. 
Výroba Pentaconu Six byla zahájena v roce 1966 a ukončena v roce 1992. Jeho předchůdcem byl Praktisix.

## Systém Pentacon Six
Fotoaparát byl vyráběn jako systémový - existovala k němu řada výměnných objektivů, samotný fotoaparát bylo možno vybavit hledáčkem s pentagonálními hranoly s/bez expozimetru (v základní verzi byl vybaven jen světlíkem). 
Stejným bajonetem byly vybaveny i ruské fotoaparáty Kijev, s nimiž bylo možno zaměnit objektivy i část dalšího vybavení.